# Karol Kurpiński
Karol Kazimierz Kurpiński (Włoszakowice, 6 marzo 1785 – Varsavia, 18 settembre 1857) è stato un compositore, direttore d'orchestra e pedagogo polacco.

## Biografia

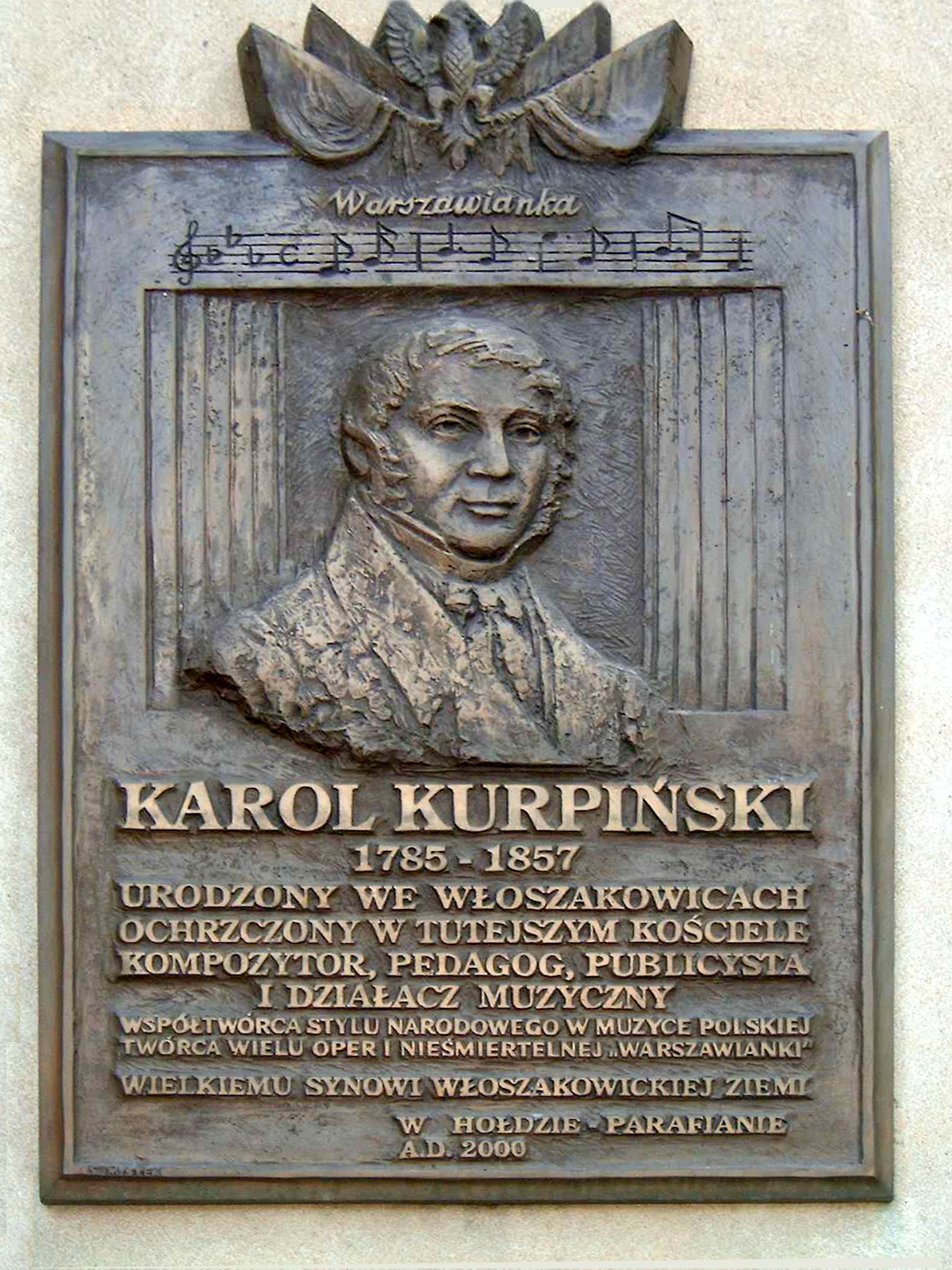
Targa commemorativa in bronzo nella chiesa parrocchiale di Włoszakowice

Incominciò gli studi sotto la guida del padre Marcin Kurpiński, un organista. A dodici anni divenne organista in una chiesa di Sarnowa vicino a Rawicz, dove era parroco lo zio Karol Wański. Nel 1800 un altro zio, il violoncellista Roch Wański, lo introdusse nella dimora del conte Feliks Polanowski presso Leopoli: nell'orchestra privata del conte di cui faceva parte Roch Wański il giovane Kurpiński suonava il violino.
Fu qui, che attorno al 1808, Kurpiński compose la sua prima opera, Pygmalion. Nel 1810 si stabilì a Varsavia. Con l'aiuto di Józef Elsner divenne un direttore dell'Opera di Varsavia, incarico che mantenne fino al 1840. Insegnò musica in diverse scuole d'eccellenza, fra cui fondata da lui stesso. Nel 1815 divenne membro di numerose società musicali in Polonia e all'estero, fra cui la Societé des Enfans d'Apollon di Parigi. Divenne Kapellmeister della Cappella reale polacca nel 1819 e nello stesso anno ricevette un vitalizio per i servigi resi alla musica. Nel 1820 fondò e diresse il primo giornale musicale polacco. Fu decorato con l'Ordine di San Stanislao nel 1823.
Kurpiński fu uno dei compositori polacchi più celebri prima di Chopin e contribuì a gettare le basi di uno stile nazionale, preparando il terreno per il periodo romantico polacco. Contribuì allo sviluppo dell'opera polacca, introducendo nuovi strumenti musicali e una nuova modalità di espressione.

## Opere
Delle 26 opere scritte da Kurpiński le più note sono:
- Jadwiga, królowa Polska (Edvige, regina di Polonia) (1814)
- Zamek na Czorsztynie (Il castello di Czorsztyn) (1819)
- Kalmora (1820).

Compose inoltre: 
- una sinfonia;
- tre balletti;
- quattro Ouverture;
- un Te Deum;
- 50 Polonaise;
- il Lied Warszawianka.

Scrisse anche due trattati teorici:
- Systematische Vorlesungen über die Grundlagen der Musik (1819)
- Die Grundlagen der Harmonie (1821).